# 프란체스코 가브리엘리

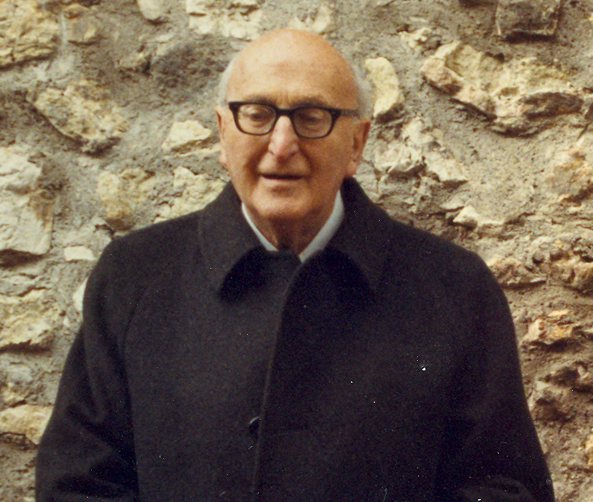

프란체스코 가브리엘리(Francesco Gabrieli, 1904년 4월 27일 ~ 1996년 12월 13일)는 이탈리아의 아랍학자, 동양학자다. 도서관 사서 주제페 가브리엘리의 아들로 태어난 그는 아버지로부터 아랍어를 익혔고 로마 대학교에 진학했다. 1938년부터 1979년에 로마 대학교 아랍어과 교수였다.
1. ↑  Giuliano Lancioni. “GABRIELI, FRANCESCO” (미국 영어). 2024년 2월 19일에 확인함.